# 新疆活体昆虫博物馆
新疆活体昆虫博物馆，也被称为虫生之门昆虫馆是位于中华人民共和国新疆维吾尔自治区乌鲁木齐市一家以活体昆虫为主题的博物馆，是乌鲁木齐市特色博物馆之一，也是中国西北地区第一家活体昆虫博物馆。

## 历史
四川虫生蜘门动物园有限公司投资超过400万元人民币建设了中国西北地区第一家活体昆虫博物馆——新疆活体昆虫博物馆。新疆活体昆虫博物馆于2022年1月1日开馆，位于中华人民共和国新疆维吾尔自治区乌鲁木齐市新市区乌鲁木齐市植物园内。2022年4月13日，新疆活体昆虫博物馆被乌鲁木齐市文化和旅游局（乌鲁木齐市文物局）列为首批“乌鲁木齐市特色博物馆”。
到2022年3月中旬，超过9万人次参观游览了新疆活体昆虫博物馆。

## 展览
考虑到昆虫生存所需要的湿度和温度，新疆活体昆虫博物馆选择建设在植物园的花卉市场内，占地面积1360平方米。新疆活体昆虫博物馆集“看、学、玩、动”为一体，内分为标本展示区、DIY手工制作区、多种活体昆虫的展示区等展区。也配有LED显示屏，配合讲解人员讲解不同昆虫的生活习性等内容。馆内的昆虫及其他动物主要来自于四川省绵阳市的昆虫养殖基地，建馆之初展出有166只活体昆虫，包括拟睫螳、彩虹锹甲、姬兜虫、白条绿花金龟、中华大刀螳、幽灵竹节虫等，这些昆虫产地分布在5大洲76个国家。后期计划展出超过1000种，上万只活体昆虫。除昆虫外，博物馆还为蜘蛛等其他节肢动物、绿冠蜥等爬行动物以及两栖动物等其他动物设置展区。在2022年3月《新疆日报》的报道中新疆活体昆虫博物馆表示，暂时没有《国家重点保护野生动物名录》等名录中的保护昆虫物种在展出。为了还原昆虫所需要的环境及照顾昆虫，博物馆设置有数名专业的养殖人员以及更多的养殖间。

## 图片

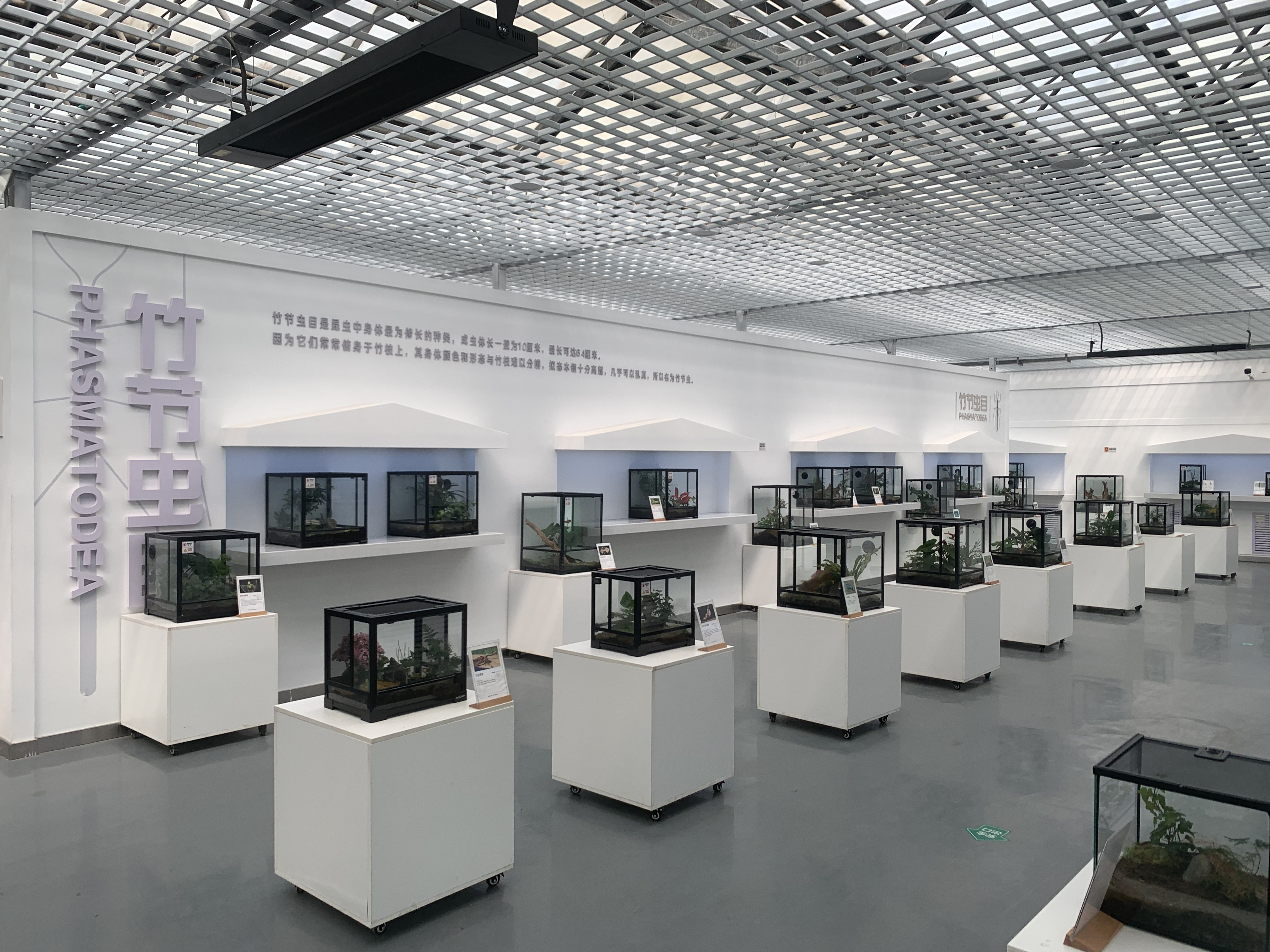
竹节虫展区
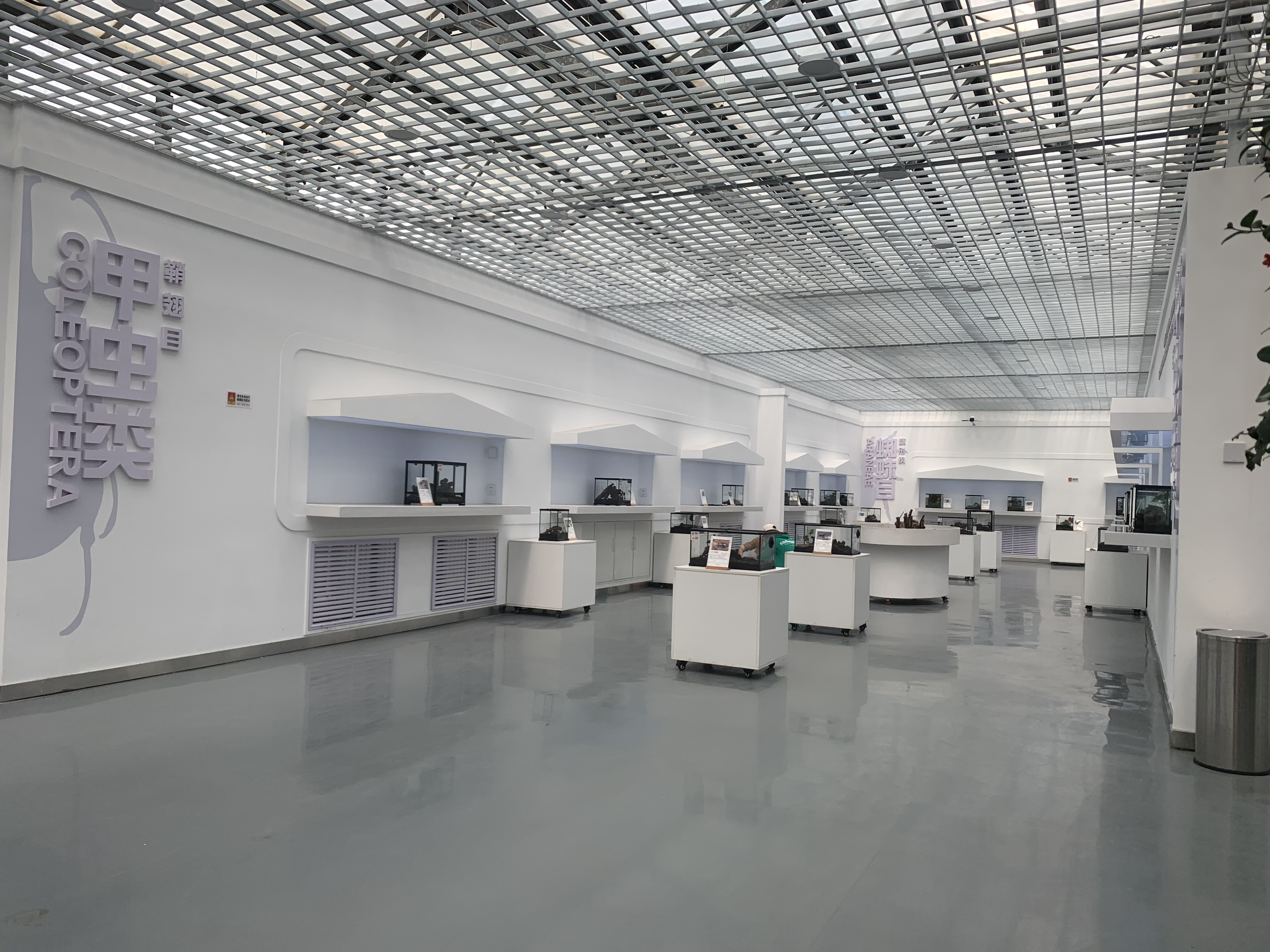
甲虫和蜘蛛展区
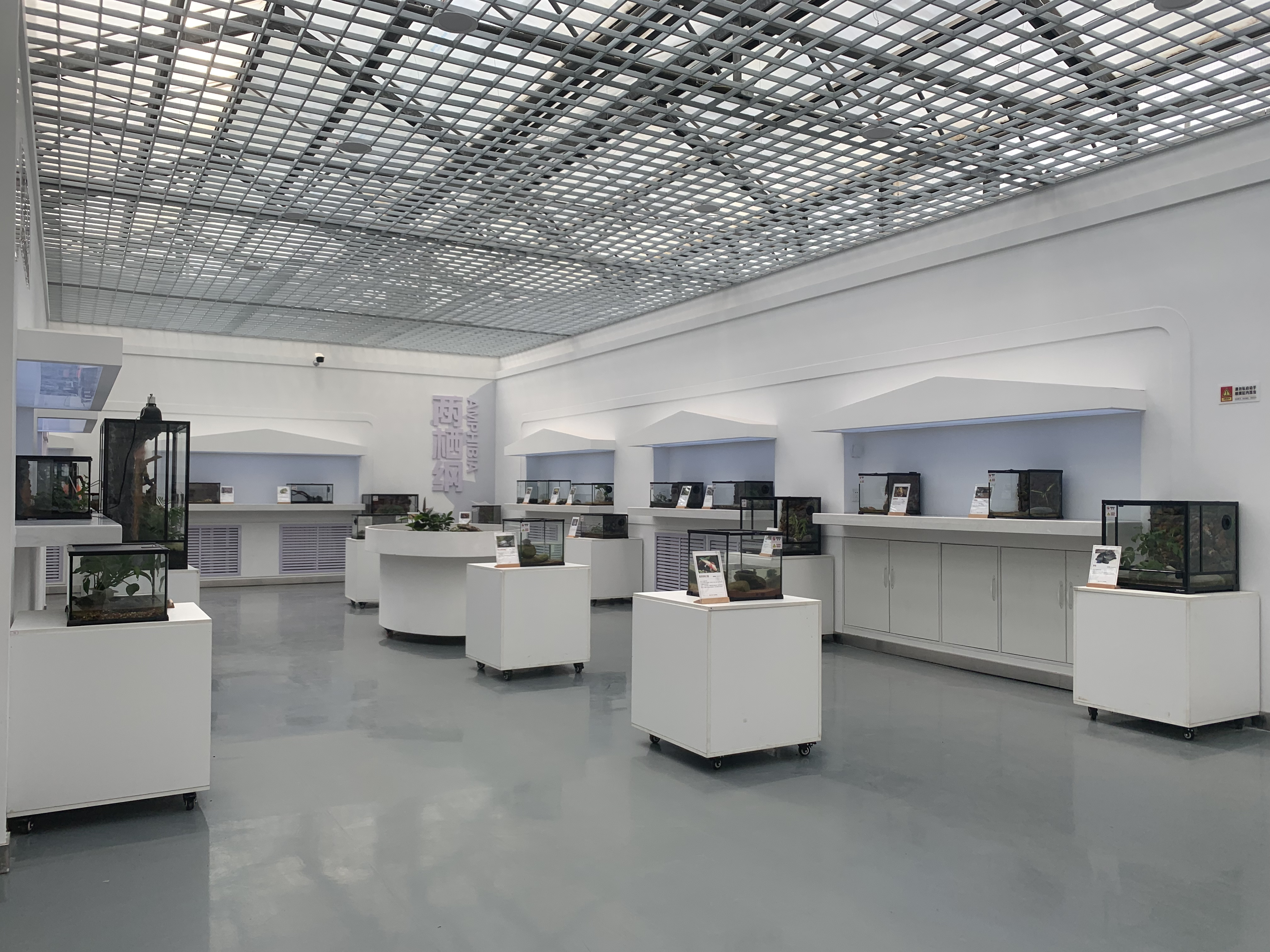
两栖动物展区
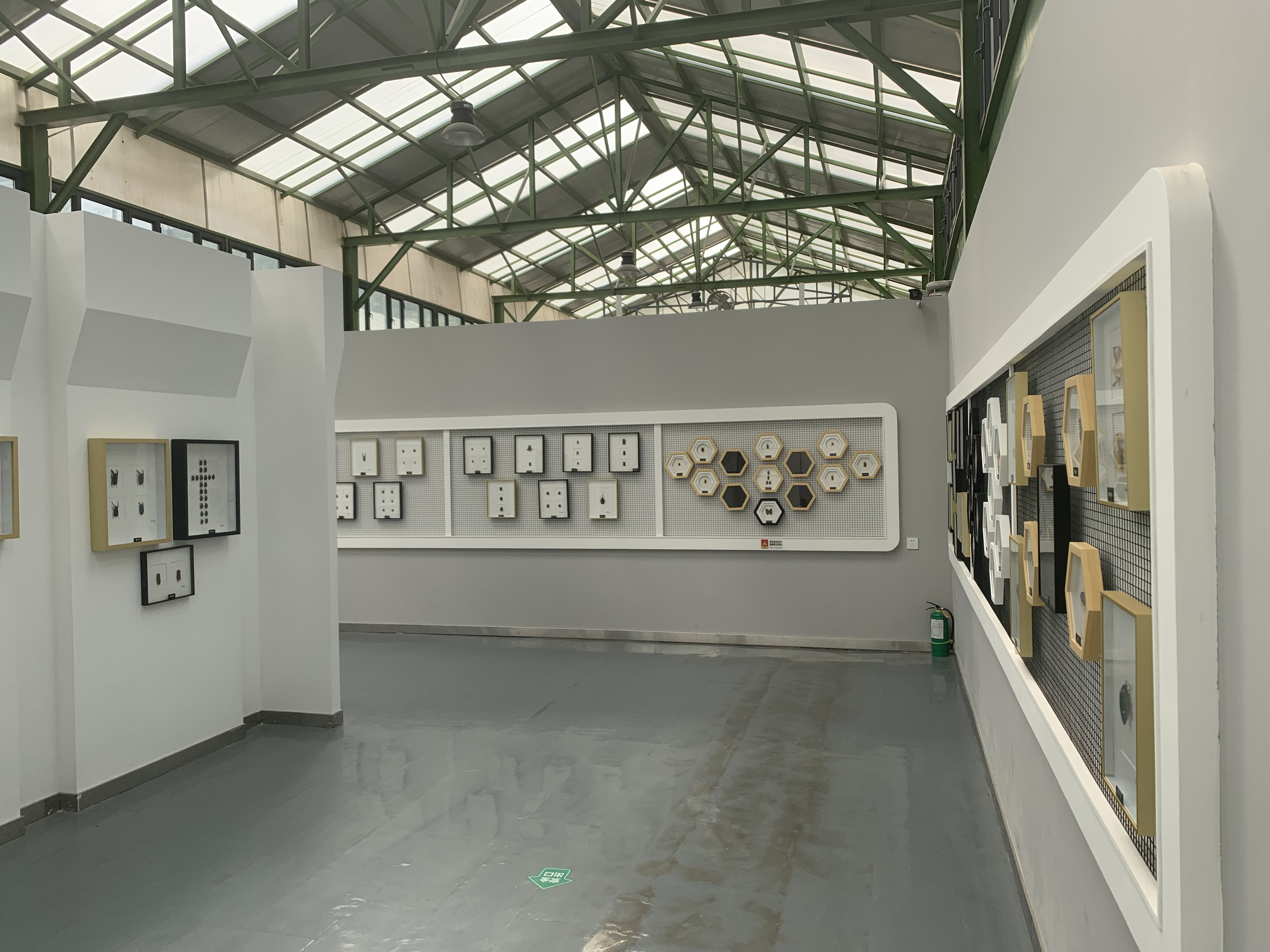
部分昆虫标本
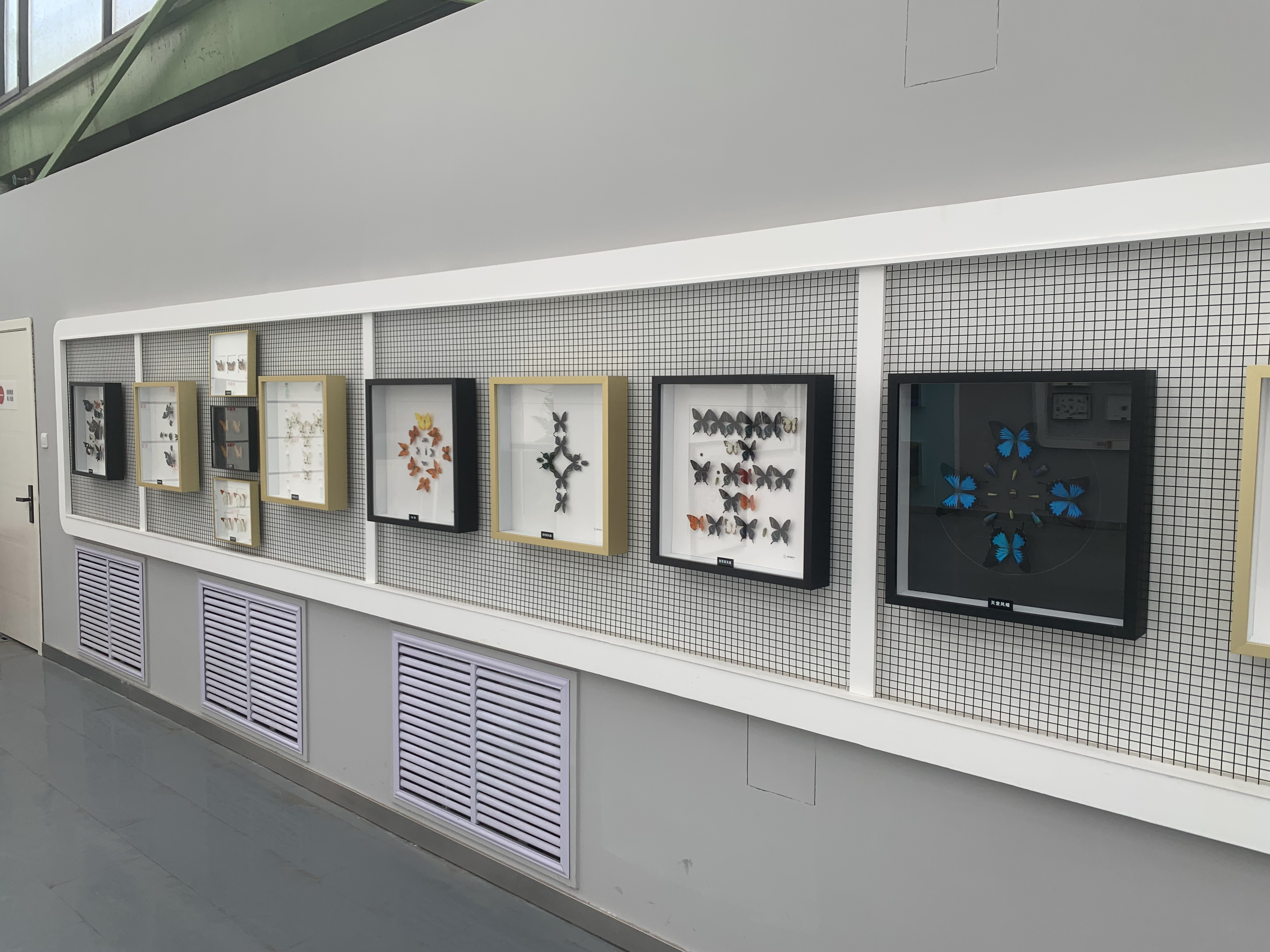
部分蝴蝶标本
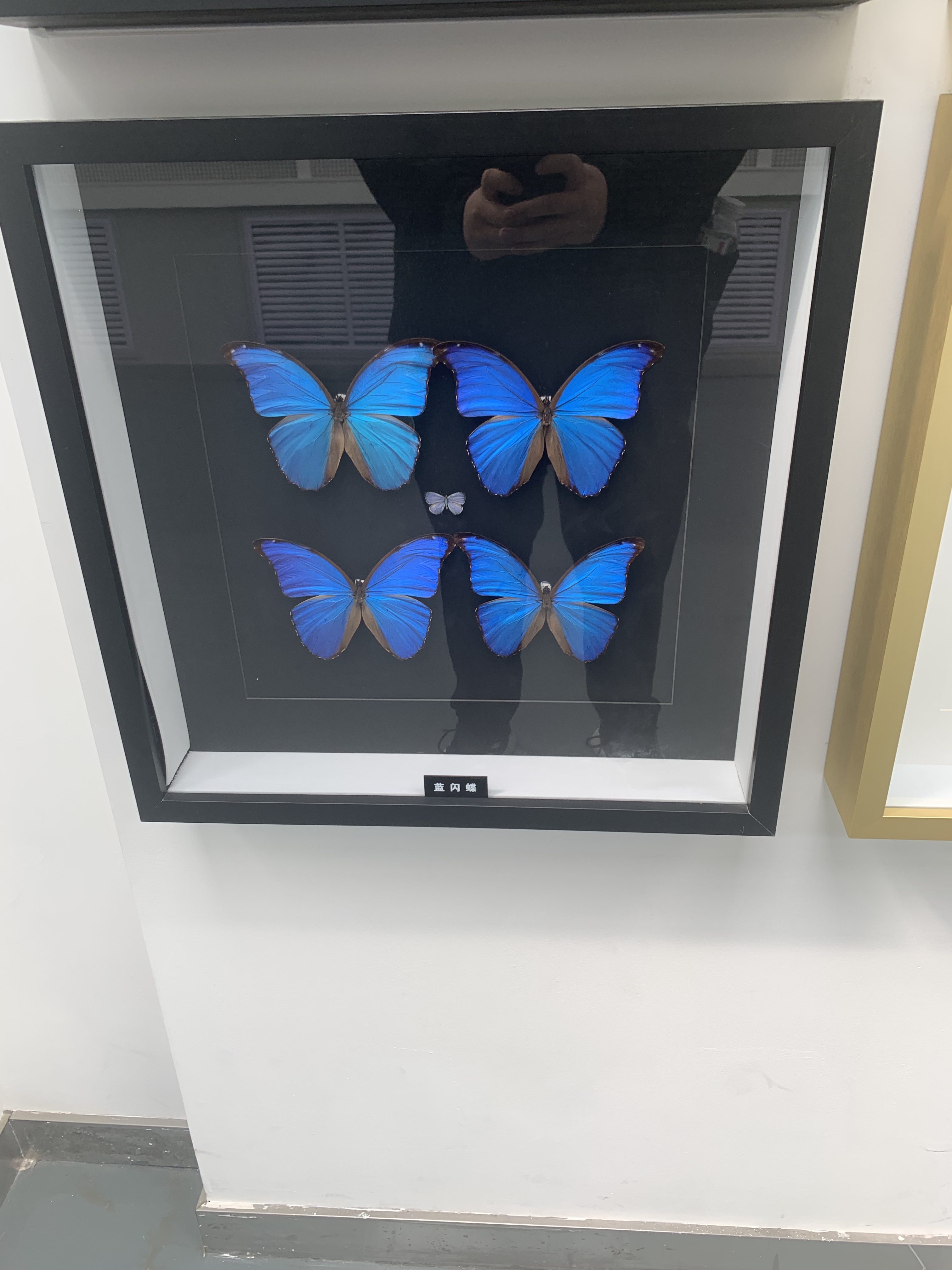
大蓝闪蝶标本
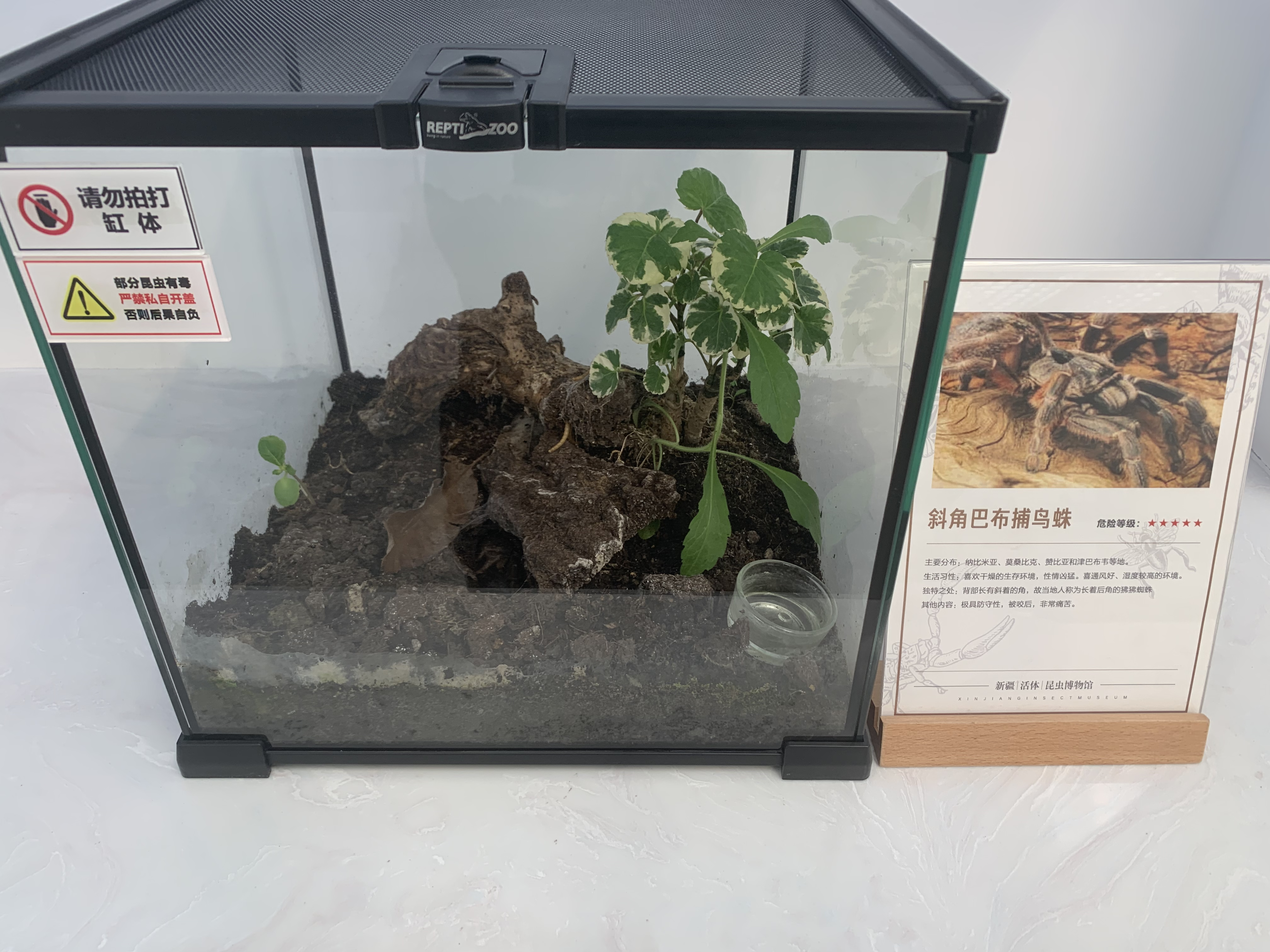
斜角巴布捕鸟蛛（英语：Ceratogyrus darlingi）
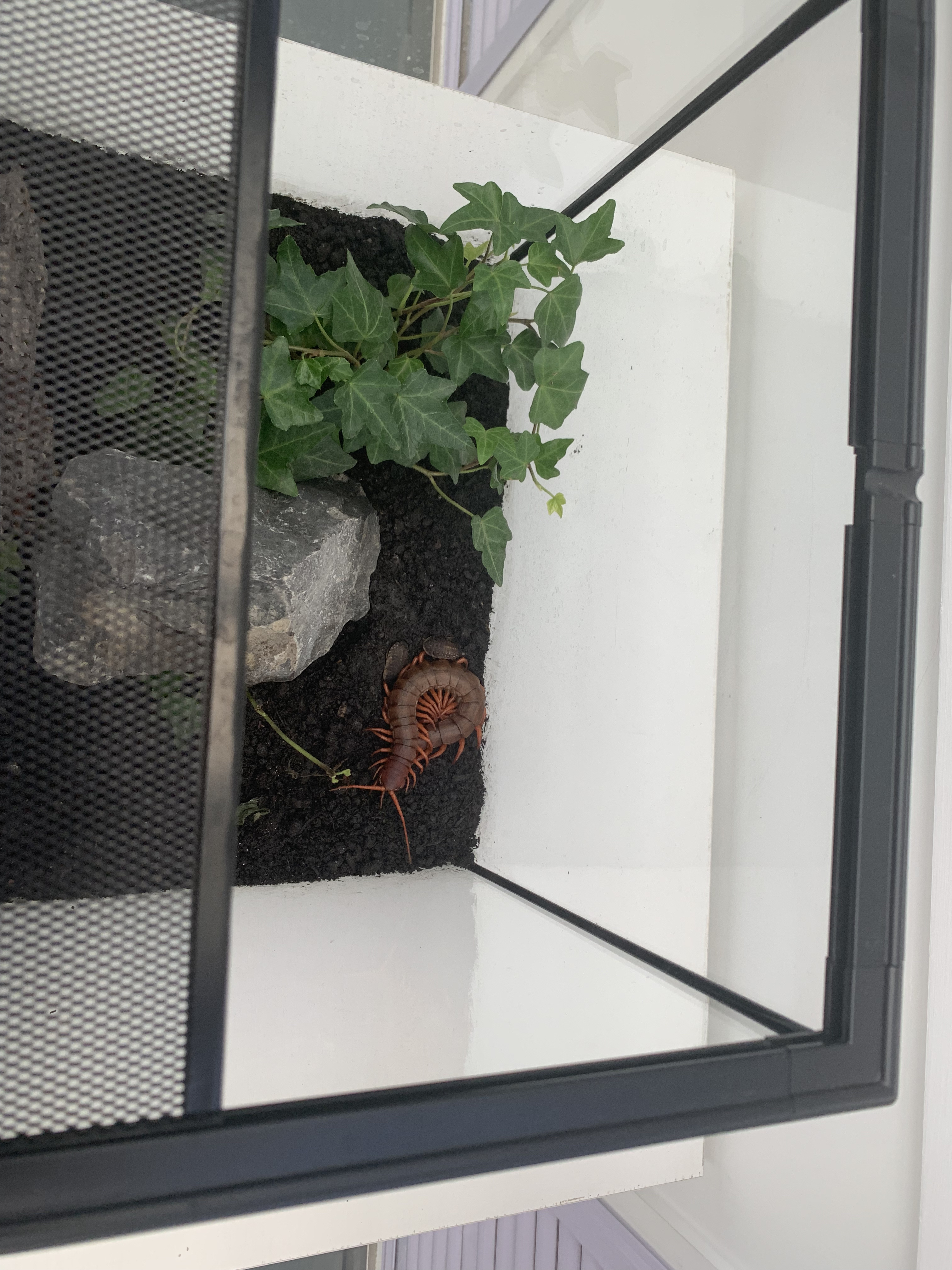
红龙蜈蚣
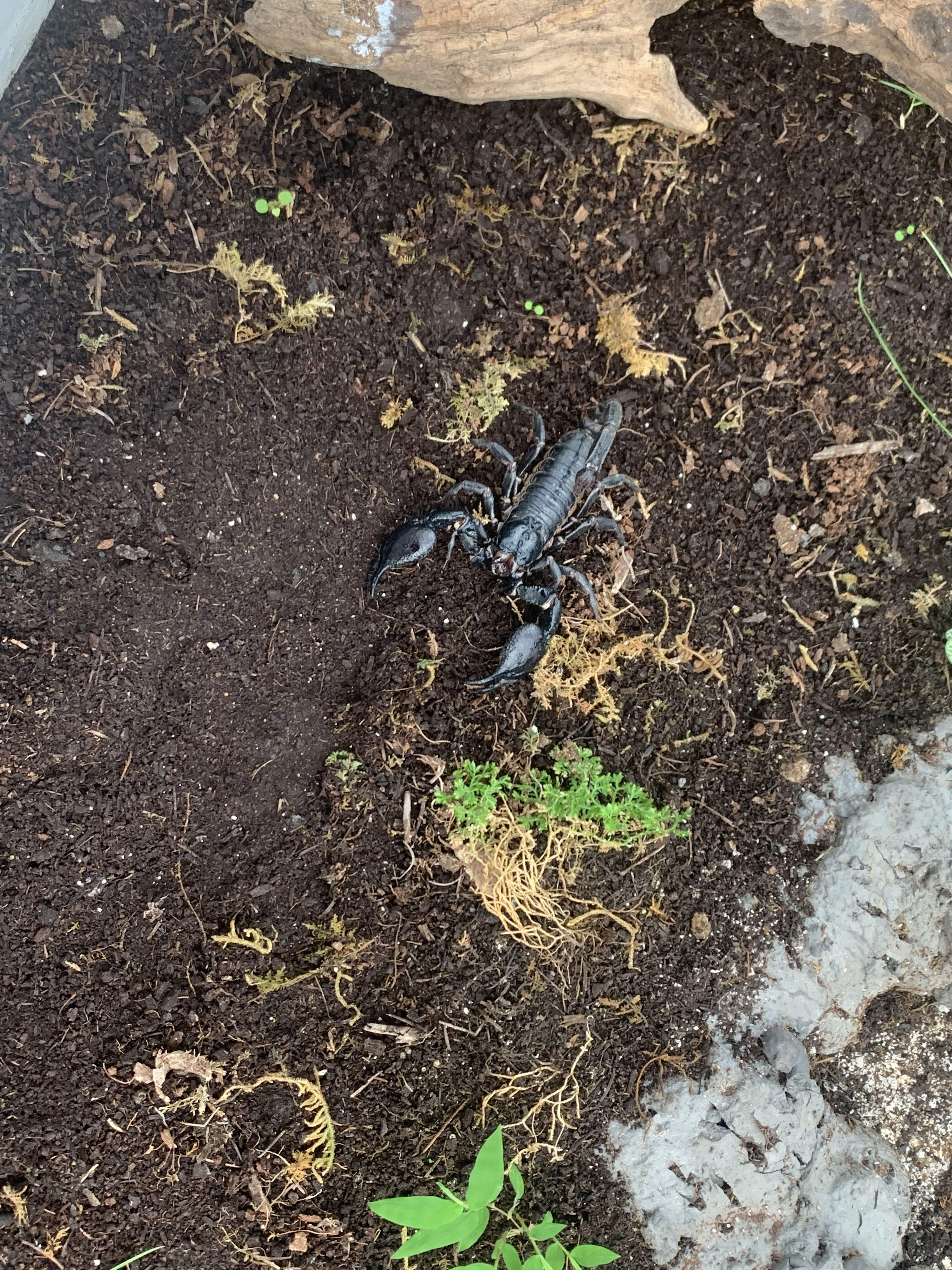
彼得异蝎（英语：Heterometrus）
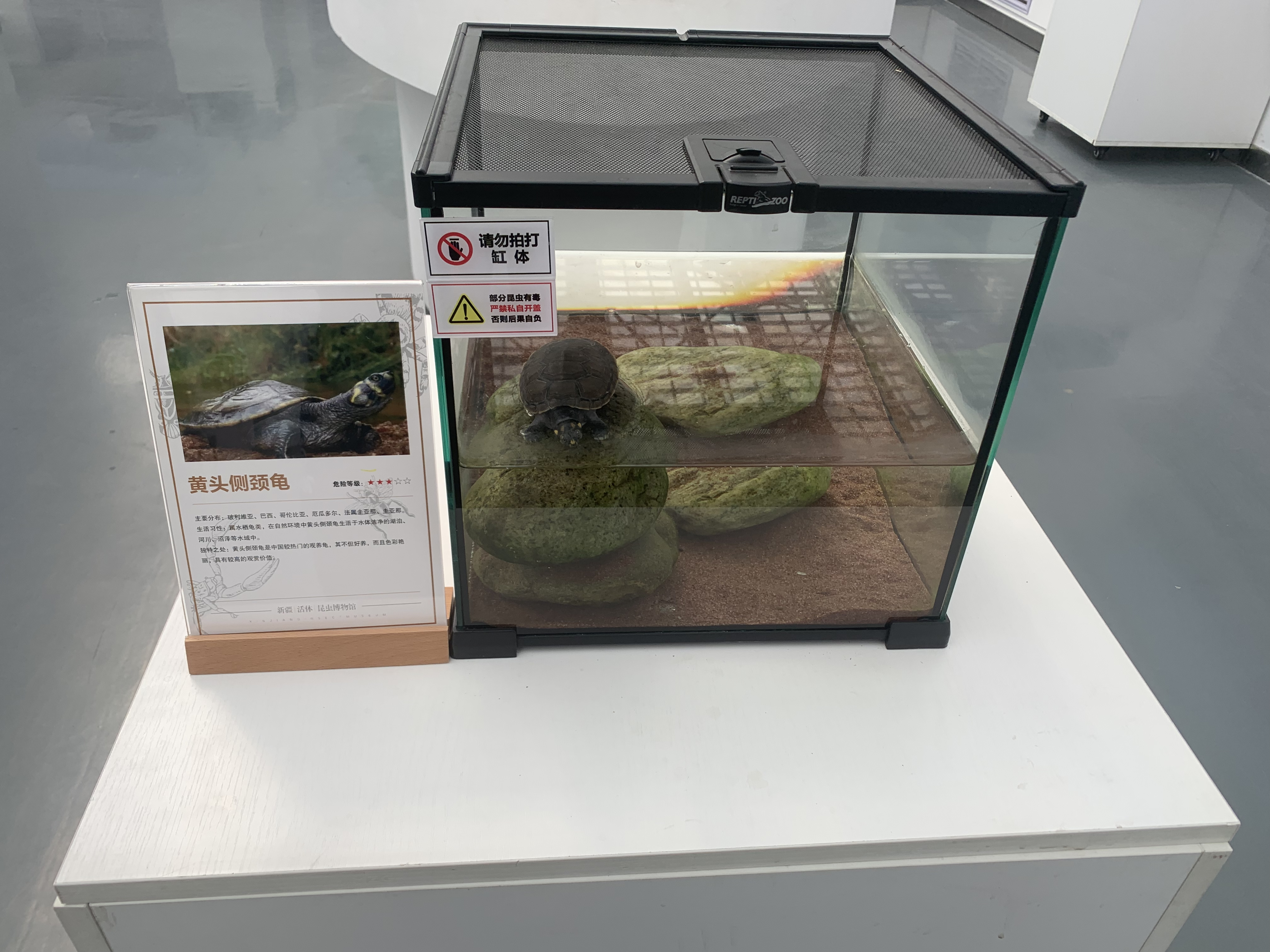
黄头侧颈龟
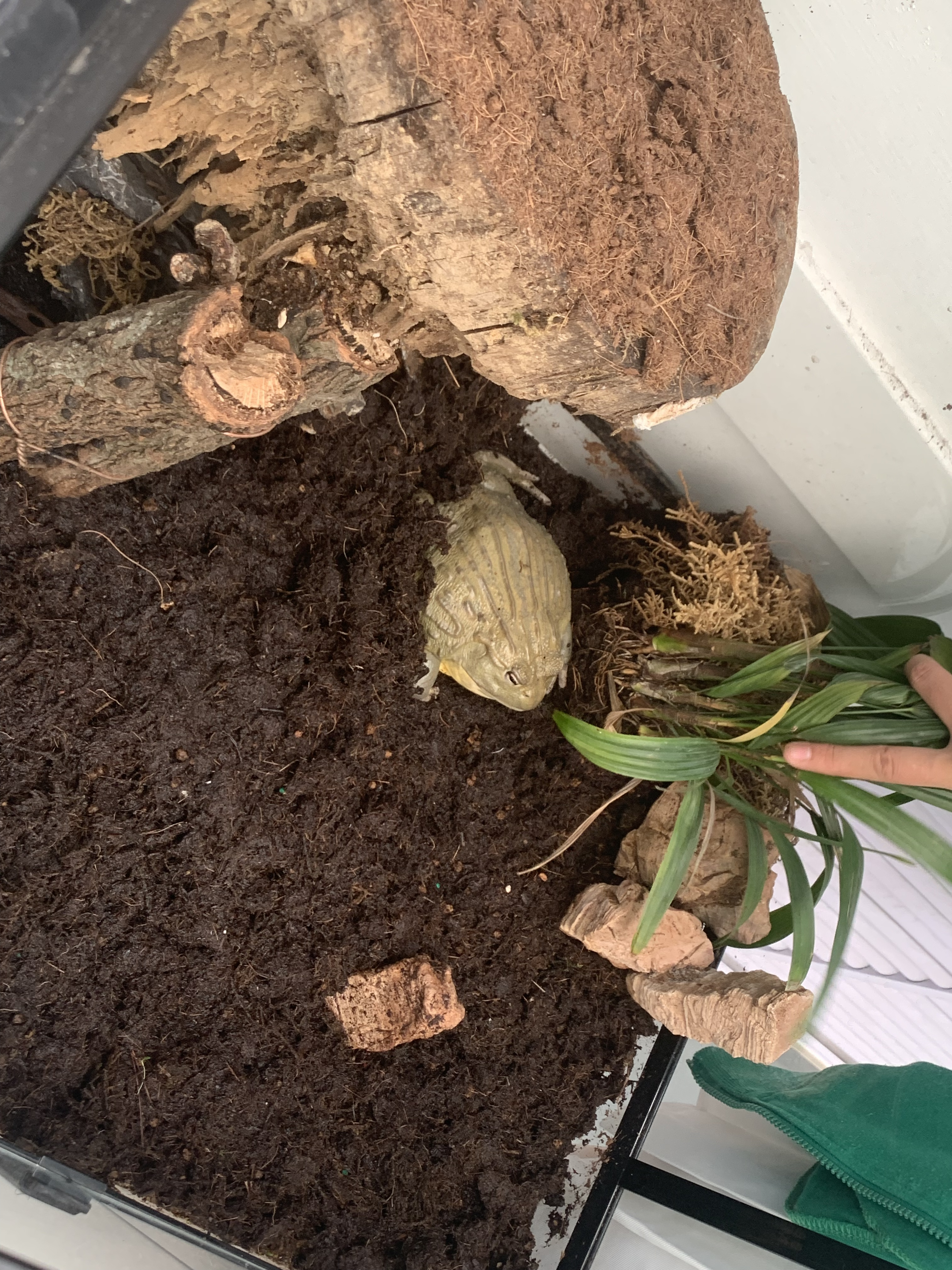
非洲牛箱头蛙
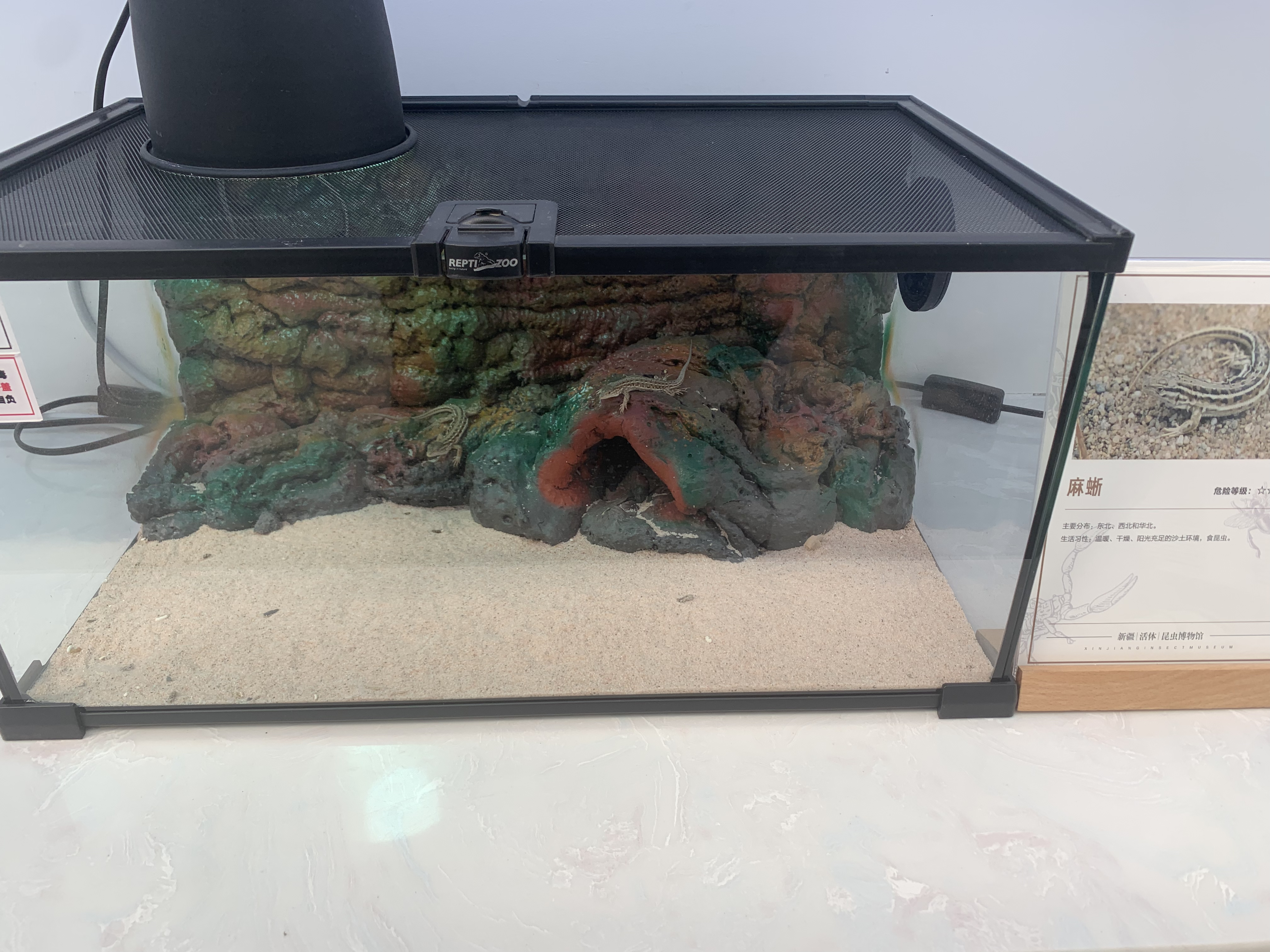
麻蜥